# 赫维什区
赫维什区（匈牙利語：Hevesi járás），是匈牙利赫维什州的一个区，总面积697.68平方公里，总人口35,036人（2011年），人口密度50人/平方公里。中心城市为赫维什。

## 市镇
海韦希区包含两个城镇和15个村庄。